# Motobineuse

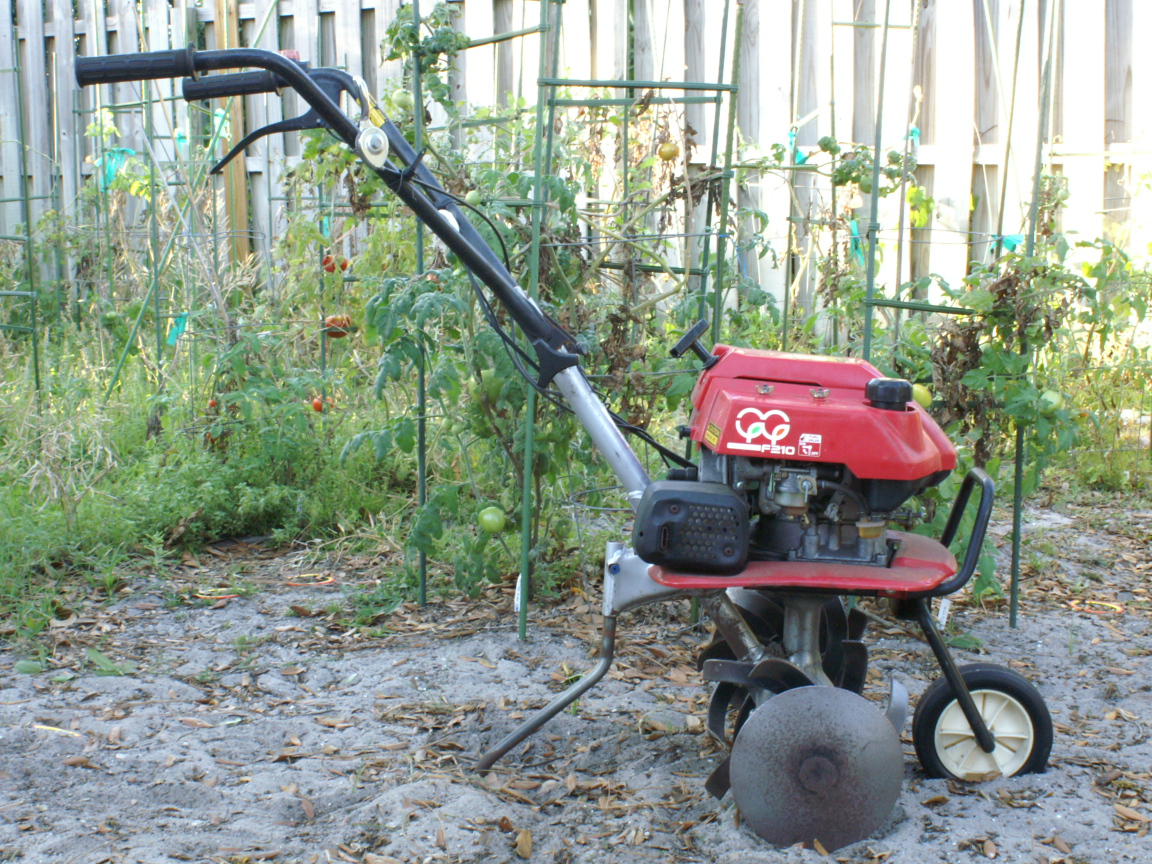
Motobineuse.

Une motobineuse est un engin agricole motorisé pour le travail de la terre. Il est généralement de faible puissance, sa conduite et le travail du sol sont assurés par une personne à pied.
La motobineuse peut être dotée d'un moteur thermique essence à quatre temps et d’un embrayage simple. Il existe aussi des modèles électriques pour des petites surfaces régulièrement entretenues.
Utilisée principalement en horticulture, maraîchage et en jardinage, elle permet d’effectuer en un seul passage et sans effort le sarclage, le binage, le labour et l’émiettage de la terre. Elle est munie généralement d'un essieu unique équipé de fraises et de deux mancherons portant les poignées de commande.
En jardinage, le motoculteur est souvent utilisé pour préparer la terre en début de saison en remplacement du travail à la bêche traditionnel.
Les Européens utilisent principalement un motoculteur pour leur propre jardin alors qu'en Asie, il est considéré comme un engin agricole à part entière (pour le travail dans les rizières par exemple).
La principale entreprise de production de motobineuses est la société vendéenne Pubert.